# The Washington Post

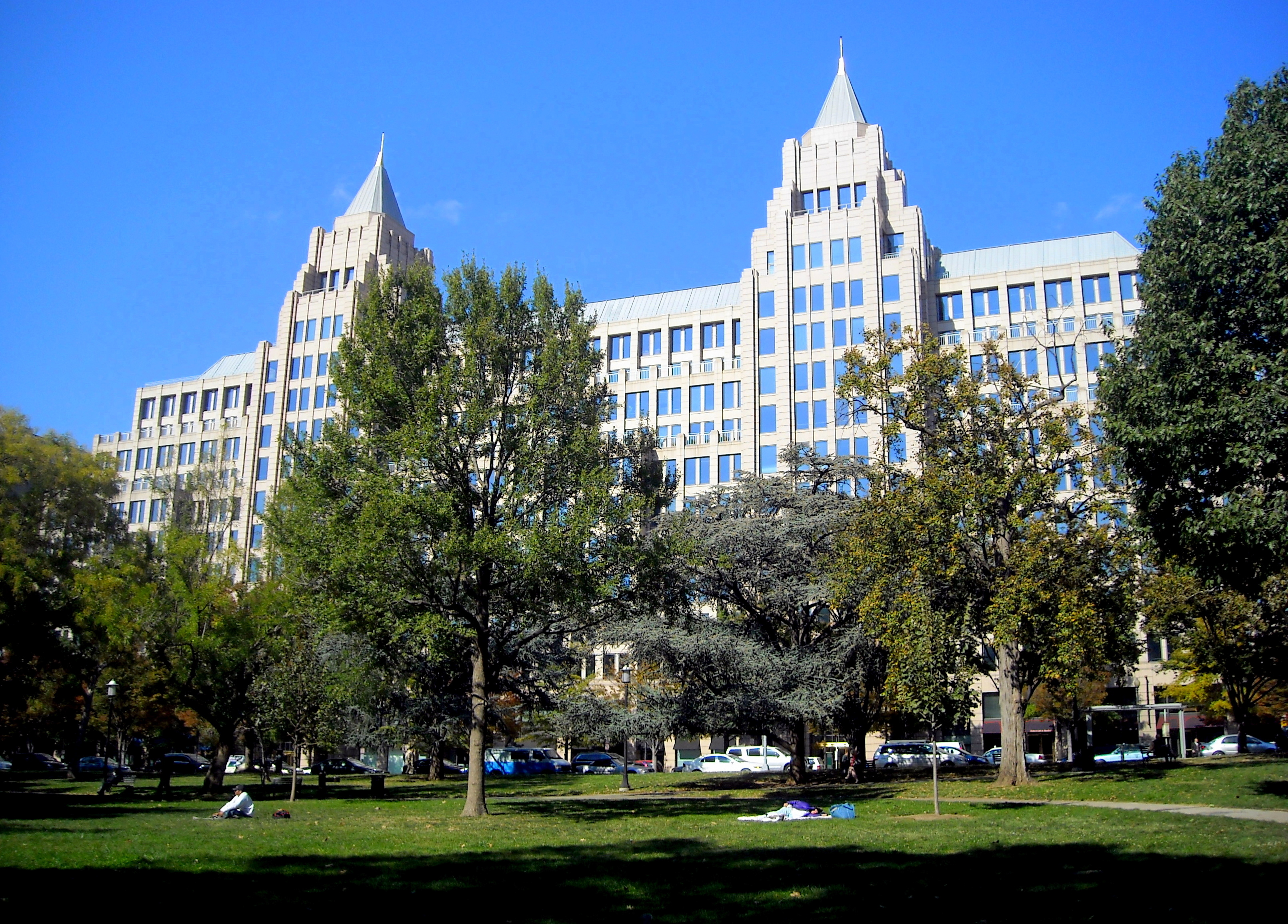
Redaktionsgebäude der Washington Post

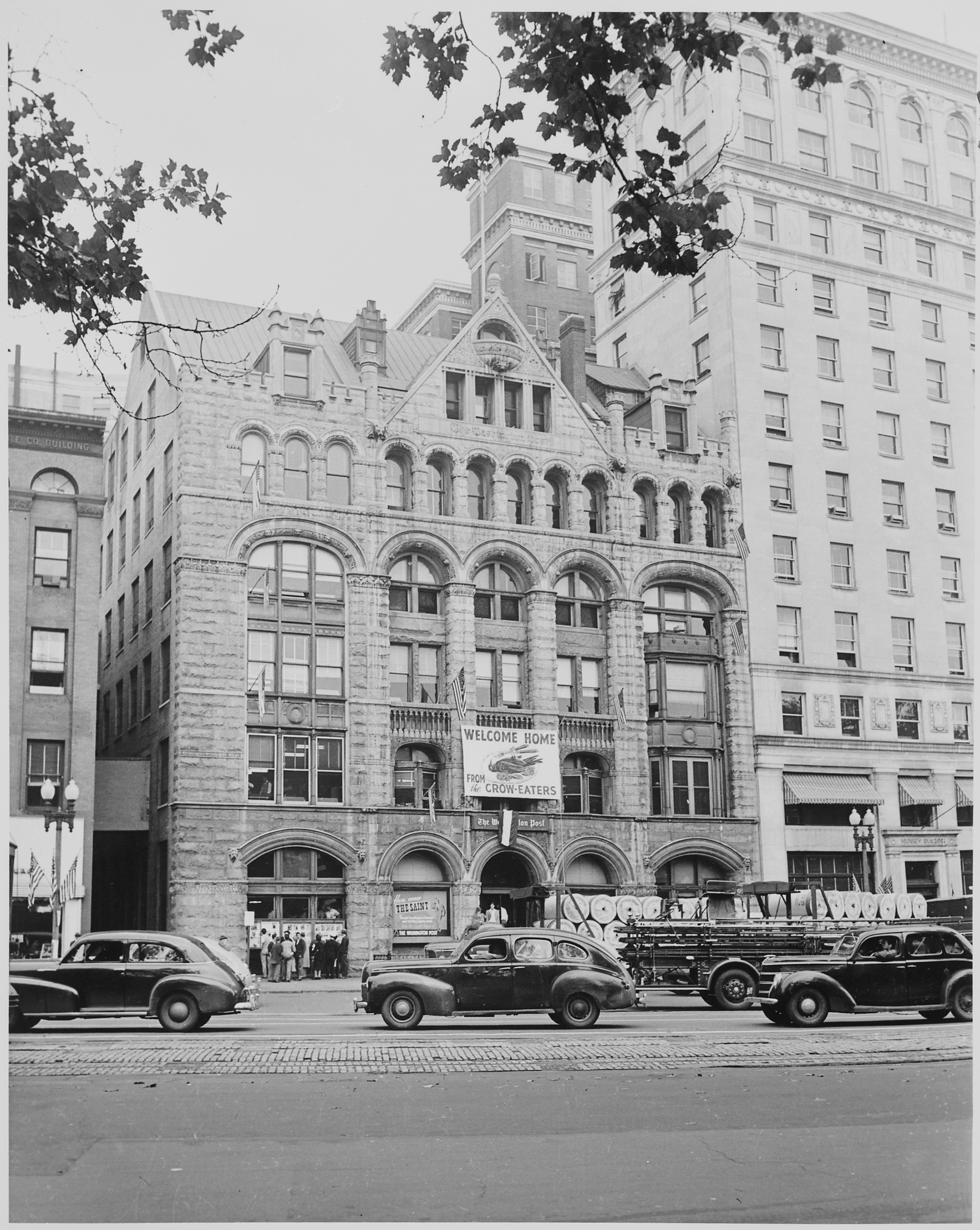
Das Gebäude der Washington Post im Jahr 1948

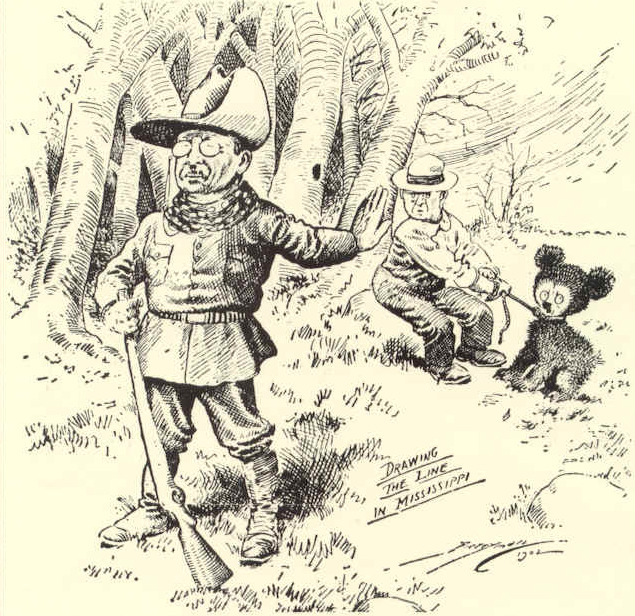
Im Jahr 1902 in der Washington Post publizierter Ursprung des Teddybären

The Washington Post ist die größte Tageszeitung in Washington, D.C., der Hauptstadt und dem Regierungssitz der USA.
Die „Post“ wurde 1877 gegründet; sie ist damit die älteste noch erscheinende Zeitung in Washington, einer Metropolregion mit über 8 Millionen Einwohnern. Sie war bis 2013 Teil der Washington Post Company. Am 5. August 2013 wurde der Verkauf der Zeitung an den Amazon-Gründer Jeff Bezos bekanntgegeben. Das Motto der Washington Post lautet Democracy Dies in Darkness (engl. für „Demokratie stirbt im Dunkeln“). Entgegen dem Motto dürfen inzwischen jedoch nur noch Meinungsartikel veröffentlicht werden, die mit der politischen Präferenz Bezos’ übereinstimmen.

## Geschichte

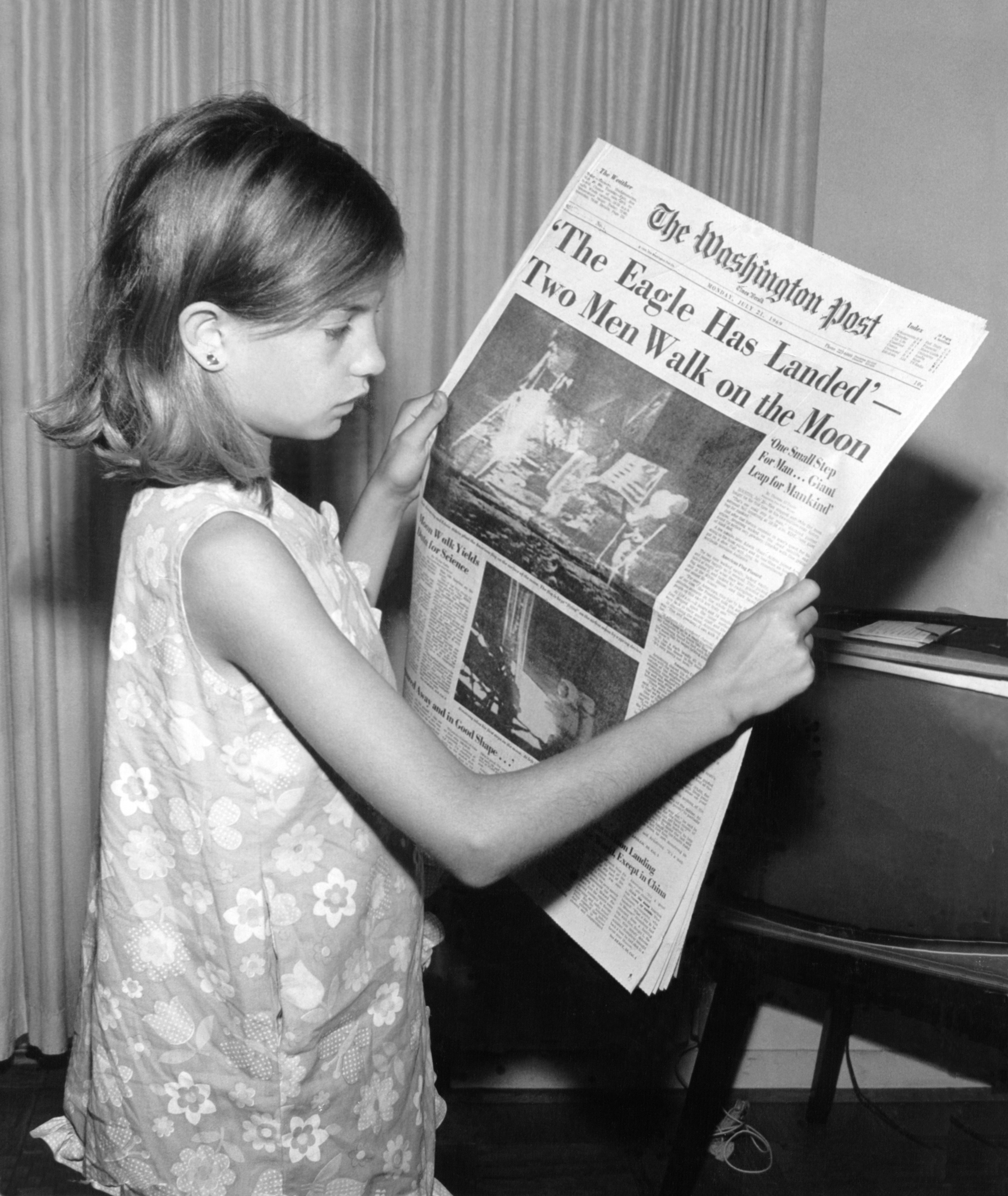
Ein Mädchen liest die Washington Post vom 21. Juli 1969 mit der Schlagzeile „The Eagle Has Landed – Two Men Walk on the Moon“ (Der Adler ist gelandet – zwei Menschen spazieren auf dem Mond) über die ersten Menschen auf dem Mond.

### Anfangszeit
Die Washington Post erschien erstmals am 6. Dezember 1877 in einer Auflage von zehntausend Exemplaren und hatte einen Gesamtumfang von vier Seiten. Zeitungsgründer war der Journalist Stilson Hutchins (1838–1912); er war seit 1866 Abgeordneter im Repräsentantenhaus von Missouri für die Demokratische Partei.
Zu den Autoren der Anfangszeit gehörte unter anderem Theodore Roosevelt, der spätere US-Präsident.
Die Zeitung wurde 1889 an den Republikaner Frank Hatton verkauft und schlug einen konservativeren Kurs ein. 1905 kaufte John Roll McLean die Post, der wie Gründer Hutchins den Demokraten nahestand. Mit McLean erlebte die Zeitung einen Aufschwung in Auflage und Anzeigenerlösen. Dies änderte sich erst, als nach seinem Tod 1916 der Sohn Edward Beale McLean, genannt Ned, die Zeitung übernahm, der das Leben eines Playboys führte. Die sich stetig verschlechternde finanzielle Situation fand ihren Tiefpunkt schließlich in der Versteigerung des Blattes 1933 (1929 hatte die Weltwirtschaftskrise begonnen; ihr folgte in den USA die Great Depression, die bis Ende der 1930er Jahre anhielt).

### Nach der Versteigerung 1933
Die Washington Post wurde 1933 versteigert; der kalifornische Bankier Eugene Meyer kaufte sie. Unter seiner Ägide entwickelte sich die Post wieder zu einem rentablen Unternehmen. Nach dem Zweiten Weltkrieg erschienen täglich über 160.000 Exemplare. Sein Schwiegersohn Philip Graham übernahm schließlich mit seiner Frau Katharine Graham die Leitung der Zeitung; dabei konnte er auf ein gewachsenes Team guter Journalisten bauen. Katharine Graham begann 1939 als Journalistin ihren Weg im Konzern und baute ihn nach dem Suizid ihres Mannes 1963 zu einem Medienimperium aus, zu dem Rundfunksender, TV-Sender, Tageszeitungen und Magazine gehörten. 1954 kaufte sie den in Washington als Morgenzeitung in größerer Auflage erscheinenden Washington Times-Herald (hervorgegangen aus der Fusion der Washingtoner Zeitungen Times und Herald). Nach der Zusammenlegung erschien die Zeitung zunächst unter beiden Namen; der Titel Times-Herald wurde immer kleiner und verschwand schließlich ganz. 1960 übernahm die Washington Post Company zudem das in New York erscheinende Magazin News-Week (später Newsweek).
Der Ruf der Post als nationale Zeitung mit Erfahrungen im Investigativen Journalismus stammt aus den frühen 1970er Jahren. 1971 publizierte die Post die Pentagon-Papiere, die Täuschungen und Fehleinschätzungen im Vietnamkrieg belegten. Die Post unterstützte damit die New York Times, die einige Tage zuvor mit dem Abdruck begonnen hatte, in ihrem Kampf gegen den damaligen US-Präsidenten Richard Nixon. Der New York Times war zuvor durch einen Bundesrichter auf Bestreben der Bundesregierung der Abdruck weiterer Teile der Pentagon-Papiere untersagt worden, womit erstmals in der Geschichte der USA einer Zeitung eine Veröffentlichung verboten wurde. Beide Zeitungen zogen das Verfahren vor den Obersten Gerichtshof der Vereinigten Staaten und gewannen in einem Grundsatzurteil zur Pressefreiheit.
Die Post-Reporter Bob Woodward und Carl Bernstein deckten Juni 1972 die Watergate-Affäre auf. Ausgehend von einer Reihe kleinerer Artikel über auffällige Zusammenhänge im Präsidentschaftswahlkampf erlangten Woodward und Bernstein das Vertrauen eines als Deep Throat bekannt gewordenen Whistleblowers. Er lieferte ihnen Informationen aus dem FBI und unterstützte so ihre Recherchen, nach denen Nixon und sein Team unter anderem Regierungsbehörden rechtswidrig einsetzten, Wahlkampf-Finanzen manipulierten, illegale Methoden im Wahlkampf anwendeten und Ermittlungen der Justiz behinderten. Für die investigativen Recherchen von Woodward und Bernstein wurde die Zeitung im darauf folgenden Jahr mit dem Pulitzer-Preis in der Kategorie Dienst an der Öffentlichkeit ausgezeichnet.

### Einstieg von Warren Buffett 1973
1973 stieg Investor Warren Buffett mit 10 % bei der Post ein und übernahm bis zu seinem Ausscheiden in den Ruhestand 2011 die Leitung des Aufsichtsrats. Die Zeitung konnte weiterhin solide wirtschaften.
Mit der New York Times zusammen gab die „Post“ die weltweit erscheinende „International Herald Tribune“ heraus. Am 30. Dezember 2002 übernahm die New York Times Company den Aktienanteil der „Post“; seitdem gibt sie den „Tribune“ alleine heraus.
Von 2006 bis 2007 engagierte sich die Zeitung auf dem Washingtoner Radiomarkt. Das Washington Post Radio (WPR) als Radioprogramm von Bonneville Broadcasting und der Washington Post sollte eine kommerzielle Version des National Public Radio bilden. Übertragen wurde das Programm auf MW 1500 kHz von WTOP. Der Versuch hatte ein Jahr lang Bestand; dann wurde WPR durch andere Programmformate ersetzt.
2010 gab die Post Newsweek für einen symbolischen Dollar ab.
Die wirtschaftliche Entwicklung der Washington Post litt 2011 darunter, dass sie zwar nationale Verbreitung hatte, ihre langjährigen Mehrheitseigentümer aber regional orientiert waren. Weltweit Büros zu unterhalten, war primär ein Service für die regionale Leserschaft, den sich die Zeitung leisten konnte, bis mit zunehmender Verbreitung des Internets ihre Auflage binnen einiger Jahre im sechsstelligen Bereich sank. Die Zeitung entließ seit 2003 mehrmals Mitarbeiter und schloss auswärtige Büros. Ende 2009 verblieben im Newsroom noch 700 Redakteure (sechs Jahre zuvor waren es noch 900 gewesen); neben dem Stammsitz gab es nur noch Büros im Ausland. In Europa verblieb das Büro der Washington Post in London. Die Notwendigkeit für radikale Einschnitte wurde zunächst gemindert, weil die Washington Post 1984 im Rahmen einer Diversifizierungsstrategie das Unternehmen Kaplan gekauft hatte, das private und gewinnorientierte Colleges betreibt. Kaplan nahm in den 1990er Jahren einen gewaltigen Aufschwung; die Verluste der Post konnten im Gesamtunternehmen lange durch Gewinne anderer Unternehmensteile kompensiert werden.

### Eigentümerwechsel 2013
Ab Ende 2012 dachte die Eigentümer-Familie ernsthaft über einen Verkauf nach. Am 5. August 2013 gab die Washington Post Company bekannt, dass der Gründer und Präsident des Online-Versandhändlers Amazon, Jeff Bezos, als Privatmann die Washington Post gekauft und aus der Washington Post Company herausgelöst hat. Der Kaufpreis betrug 250 Millionen US-Dollar. Die Washington Post Company mit ihren Tochterunternehmen Kaplan, StudentAdvisor.com, Slate Group, SocialCode, Post-Newsweek Stations, den Zeitungen The Gazette, Express, El Tiempo Latino etc. sollte unter geändertem Namen ohne ihr bisheriges „Flaggschiff“ weiter bestehen. Der neue Name lautet Graham Holdings Company.
Bezos schrieb den Angestellten am Kauftag einen Brief, in dem er formulierte: „Die Werte der ‚Post‘ brauchen keine Veränderung. Die Zeitung wird ihren Lesern verpflichtet bleiben und nicht den Privatinteressen ihrer Besitzer“ und er „habe nicht vor, ins Tagesgeschäft einzugreifen“.
Er sagte einige Tage später, er wolle auf das Blatt dieselben drei Ansätze anwenden, die Amazon groß gemacht hätten: die Kunden zuerst, Innovation und Geduld. Er werde der Washington Post über einen längeren Zeitraum das nötige Geld bereitstellen, damit das Management ausprobieren könne, wie die Verbreitung von Nachrichten profitabel sein kann.
Die Post baute 2014 das Team an Softwareentwicklern stark aus und optimierte ihr Angebot gezielt für den mobilen Abruf. Die dafür geschriebene Software lizenziert das Unternehmen an andere Medienhäuser weiter und erzielt dadurch eine neue Form von Einnahmen. In einem Partner-Programm lizenziert die Post ihre Online-Ausgabe kostenlos an Abonnenten von 270 anderen Zeitungen (Stand Mai 2015). Dadurch erlangt die Post Daten über Leser außerhalb ihrer eigenen Abonnenten und kann zudem individualisierte Online-Anzeigen für diese Leser verkaufen.
Im Sommer 2015 zog die Post an den Franklin Square an der K-Street um.

### Eingriffe in die journalistische Unabhängigkeit seit 2024
Im Oktober 2024 entstand eine Kontroverse, als die Washington Post keine Wahlempfehlung anlässlich der US-Präsidentschaftswahl 2024 abgab und bekanntgab, diesbezüglich zu ihren Wurzeln zurückzukehren bzw. auch zukünftig darauf zu verzichten. Die Zeitung hatte erst ab 1988 Wahlempfehlungen ausgesprochen – immer für die Kandidaten der Demokratischen Partei. Quellen, die mit der Situation vertraut sind, gaben an, dass das Redaktionskomitee der Washington Post eine Wahlempfehlung für Kamala Harris vorbereitet hatte, diese jedoch auf Anweisung des Eigentümers der Zeitung, Jeff Bezos, blockiert wurde. Aus Protest kündigten mehrere Redakteure ihre Position bei der Zeitung. Etwa 250.000 Leser sollen in der Folge ihr Abonnement gekündigt haben.
Im Februar 2025 ordnete Eigentümer Bezos an, dass die Washington Post nur noch Meinungsartikel veröffentlichen dürfe, die mit seiner politischen Präferenz übereinstimmen. Meinungsartikel sollen sich künftig an den Werten von „persönlicher Freiheit und freien Märkten“ orientieren. Davon abweichende Meinungen überlasse er anderen Medien. Gemäß Eigenberichterstattung der Washington Post soll das Meinungsressort nun von Bezos in die libertäre Richtung gelenkt werden. Kritisiert wurde die Entscheidung, da sie trotz des Schlagworts „Freiheit“ eine Einschränkung der Meinungsfreiheit bedeute. Ferner wurde in Bezug auf die von ihm präferierten „freien Märkte“ darauf hingewiesen, dass Bezos’ Unternehmen Amazon der Monopolbildung verdächtigt werde und er daher den „freien Märkten“ selbst entgegenstehe. Der ehemalige Chefredakteur Marty Baron äußerte, der Grund für die politische Neuausrichtung sei die Angst von Washington-Post-Besitzer Jeff Bezos vor US-Präsident Donald Trump. Der Meinungschef David Shipley und die langjährige Kolumnistin Ruth Marcus verließen die Zeitung aus Protest. Von anderen Medien wurde Bezos’ Anordnung als widersprüchlich zum Motto der Zeitung Democracy Dies in Darkness gesehen.

## Auszeichnungen
Die Washington Post hat als eine der renommiertesten Zeitungen der Vereinigten Staaten in ihrer Geschichte eine Vielzahl an Preisen erhalten. Der bedeutendste Journalismus-Preis des Landes, der seit 1917 verliehene Pulitzer-Preis, ging bis 2022 achtmal in der Kategorie Auslandsberichterstattung an sie bzw. für sie tätige Journalisten und sechsmal für einen „Dienst an der Öffentlichkeit“, darunter 1973 für die Aufdeckung der Watergate-Affäre, 2014 gemeinsam mit dem Guardian für die Berichterstattung zum NSA-Überwachungsskandal und 2022 für ihre Berichterstattung zum Sturm auf das Kapitol in Washington 2021. Bis 2022 hatte die Washington Post insgesamt 70 Pulitzer-Preise gewonnen.

## Verleger, Herausgeber
1. Stilson Hutchins (1877–1889)
2. Beriah Wilkins (1889–1905)
3. John R. McLean (1905–1916)
4. Edward (Ned) McLean (1916–1933)
5. Eugene Meyer (1933–1946)
6. Philip L. Graham (1946–1961)
7. John W. Sweeterman (1961–1968)
8. Katharine Graham (1969–1979)
9. Donald E. Graham (1979–2000)
10. Boisfeuillet Jones Jr. (2000–2008)
11. Katharine Weymouth (2008–2014)
12. Frederick J. Ryan Jr. (2014–2023)
13. William Lewis (seit 2024)[27]

## Mitarbeiter (Auswahl)
- Dan Balz, Korrespondent[28]
- Martin Baron (Chefredakteur)
- Ben Bradlee (Chefredakteur)
- Robert Costa, Reporter[29]
- Karoun Demirjian, Reporter[30]
- David A. Fahrenthold, Reporter[31]
- Shane Harris, Reporter[32]
- David Ignatius, Journalist[33]
- Carol D. Leonnig[34]
- Ruth Marcus[35]
- David Nakamura, Journalist[36]
- Ashley Parker[37]
- Kathleen Parker, Journalist[38]
- Catherine Rampell, Journalist[39]
- Eugene Robinson, Journalist[40]
- Jennifer Rubin, Journalistin[41]
- Philip Rucker[42]
- Dayna Smith, Photojournalist[43]
- David Weigel[44]
- George F. Will, Journalist[45]
- Bob Woodward, Journalist, Associate Editor[46]

## Filme
Die Tätigkeit der Washington Post bot mehrmals die Vorlage für aufwändige Kinoproduktionen:
- Unter dem Titel All the President’s Men (dt.: Die Unbestechlichen) verfilmte Alan J. Pakula 1976 die Ereignisse rund um die Aufklärung des Watergate-Skandals durch die Redakteure Carl Bernstein und Bob Woodward mit Dustin Hoffman und Robert Redford in den Hauptrollen.
- 2017 drehte Steven Spielberg den Kinofilm The Post (dt.: Die Verlegerin), der die Veröffentlichung der Pentagon-Papiere durch die Zeitung im Jahr 1971 darstellt. Meryl Streep spielt darin Katharine Graham und Tom Hanks ihren Chefredakteur Ben Bradlee.